# V415 Возничего
V415 Возничего (лат. V415 Aurigae), HD 33461 — двойная звезда в созвездии Возничего на расстоянии приблизительно 3532 световых лет (около 1083 парсеков) от Солнца. Видимая звёздная величина звезды — от +7,87m до +7,8m. Возраст звезды оценивается как около 20,8 млн лет.

## Характеристики
Первый компонент — бело-голубая переменная Be-звезда (BE) спектрального класса B2:V:nne, или B3. Масса — около 5,44 солнечных, радиус — около 19,25 солнечных, светимость — около 733,957 солнечных. Эффективная температура — около 6848 K.
Второй компонент — красный карлик спектрального класса M. Масса — около 467,47 юпитерианских (0,4462 солнечной). Удалён на 2,63 а.е..